# 網紋軟鰭隆頭魚
網紋軟鰭隆頭魚，為輻鰭魚綱鱸形目隆頭魚亞目隆頭魚科的其中一種，分布於東南太平洋Juan Fernández群島海域，體長可達11公分，棲息在底中層海域，生活習性不明，屬肉食性，以等足類等為食。